# Station Puławy
Station Puławy is een spoorwegstation in de Poolse plaats Puławy.